# Ключарёв, Григорий Максимович
Григорий Максимович Ключарёв (1865—1921) — русский богослов, священник.

## Биография
Родился в Дмитриевском уезде Курской губернии. Окончил Рыльское духовное училище, Курскую духовную семинарию, в 1891 году окончил  Киевскую духовную академию, со степенью кандидата богословия и правом получить степень магистра богословия без нового устного испытания, но через напечатание сочинения в усовершенствованном виде и его удовлетворительную защиту в присутствии Совета. Преподавал в Ставропольской духовной семинарии с 1891 году Священное Писание и еврейский язык до 23 октября 1903 года, с этого дня был назначен инспектором классов и законоучителем в Ставропольском епархиальном женском училище; исполнял обязанности цензора «Ставропольских епархиальных ведомостей». В 1902 году написал сочинение «О современных стремлениях к улучшению человеческой жизни», опубликованное в журнале «Вера и Церковь». В 1903 году написал сочинение «О почитании мощей св. угодников Божьих», опубликованное в журнале «Православный путеводитель», по поводу открытия мощей Серафима Саровского. 6 апреля 1904 года защитил магистерскую диссертацию «История ветхозаветного священства до заключения священного канона (второй половины 5 века до Рождества Христова)», написанную в 1903 году. Ключарёв — автор ряда статей в «Ставропольских епархиальных ведомостях».

## Сочинения
- История ветхозаветного священства до заключения священного канона (второй половины 5 века до Рождества Христова) / [Соч.] Преп. Ставроп. духов. семинарии свящ. Гр. Ключарёва. — Ставрополь, 1903. — 264, III с (магист. диссертация, Ставрополь).
- В защиту почитания нетленных мощей св. угодников Божиих : (по поводу предстоящаго открытия мощей преподобнаго старца, Серафима Саровскаго, 19 июля сего года) : публичное чтение / преподаватель семинарии свящ. Г. Ключарёв. — Ставрополь : Типолитогр. Т. М. Тимофеева, 1903. — 24 с.